# 爆劇!新base隊
『爆劇!新base隊』（ばくげき しんベースたい）は、2002年6月から毎日放送テレビ（MBSテレビ）で深夜に放送されていたバラエティ番組。若手baseよしもと芸人と吉本新喜劇メンバーによる新喜劇。

## 概要
毎月1回にNGKで公演された「新base喜劇」をテレビ放送。新base喜劇第2弾である「ロザンの巻」から第17弾「おめでとうbaseリニューアル編」まで放送された。

## 主な出演者
カッコは出演した話数
- baseよしもと芸人
  - ロザン（第1話 - 第6話、第8話 - 第10話、第12話 - 第16話）
  - ランディーズ（第1話 - 第5話、第7話、第8話、第10話、第11話、第13話、第14話）
  - キングコング（第1話 - 第4話、第6話、第7話、第11話、第16話）
  - ビッキーズ（第1話 - 第17話）
  - チュートリアル（第9話 - 第12話、第14話 - 第16話）
  - レギュラー（第1話）
  - 青空（第8話）
  - 笑い飯（第17話）
  - 麒麟（第17話）
  - ダイアン（第17話）

- YSJ
  - 西科仁
  - 平山昌雄
  - 宇都宮まき
  - 西田あつし
  - レイザーラモン
  - 今別府直之
  - 梶本愛
  - 国崎恵美
  - 五十嵐サキ

## ゲスト
- 未知やすえ
- 吉田ヒロ

他

## 内容
| 話数   | タイトル                                                | 座長を務めたコンビ（チーム） |
| ------ | ------------------------------------------------------- | ---------------------------- |
| 第1話  | 「ついてないのは誰のせい!?」                            | ロザン                       |
| 第2話  | 「謎の生物『い〜って』現る!?」                          | キングコング                 |
| 第3話  | 「貧乏家族が願う花婿の条件とは!?」                      | ランディーズ                 |
| 第4話  | 「恋は宇チューを超える!? 〜ラブウォーズ〜」             | ビッキーズ                   |
| 第5話  | 「トラブル発生!?監獄喜劇 〜仕組まれたワナ〜」           | YSJ                          |
| 第6話  | 「小さなヒーロー大奮闘!? 〜離れ小島のミステリー〜」     | ロザン                       |
| 第7話  | 「究極の恋愛指南!? 〜建築現場は大パニック〜」           | キングコング                 |
| 第8話  | 「ポリスストーリー2003 〜恋に仕事に警察官は大忙し!?〜」 | ランディーズ                 |
| 第9話  | 「炎のテーマパーク 〜オープン前夜は大パニック!〜」      | ビッキーズ                   |
| 第10話 | 「タイムスベリスト時空の旅」                            | YSJ                          |
| 第11話 |                                                         | キングコング                 |
| 第12話 | 「屋敷の中はドッタバタ!〜恋も稽古も猛特訓〜」           | チュートリアル               |
| 第13話 | 「北国ラーメン物語 〜親子の絆は涙味〜」                 | ロザン                       |
| 第14話 | 「ちょっと不思議なうどん屋 夏物語」                     | ランディーズ                 |
| 第15話 | 「ビッキーズの海岸物語 〜海と恋と友情と〜」             | ビッキーズ                   |

## DVD
- 喜劇王しんべえす
- 喜劇王しんべえす2

## スタッフ
- ナレーション：八木早希（当時MBSアナウンサー）
- 作：オパヤン
- ブレーン：木村和彦、藤野弘彦
- 演出：斉藤宏明
- CG：西川育世
- ディレクター：谷口仁則、近藤晴彦
- AP：片岡真紀（吉本興業）
- プロデューサー：村田元（MBS）、新田敦生・鈴木悌之（吉本興業）
- チーフプロデューサー：高垣伸博・三村景一（MBS）
- 技術協力：トラッシュ、アーチェリープロダクション、アンカー、戯音工房
- 美術協力：すくらんぶる、つむら工芸、大槻衣裳、浪原靴店、MORE
- 制作協力：アイ・ティ・エス
- 製作著作：毎日放送テレビ、吉本興業

## 注記
1. ↑  NGK公演名は「新base喜劇第12弾〜キングコングの巻〜」と銘打ってあるが、公演当時（2003年3月）梶原が病気で休業中のため、西野のみの出演となった。